# Clube do Carequinha
Clube do Carequinha foi  um programa infantil brasileiro, que estreou na Rede Manchete, em 1983, comandado pelo falecido palhaço Carequinha. O programa trazia ao ar, brincadeiras e atrações artísticas, além de cantores famosos apresentavam-se também artistas em início de carreira. Antes de apresentar o programa na Rede Manchete o programa teve uma passagem pelo pool TVs Record(SP)/TV Rio(Rio de Janeiro) em 1973. Apresentava filmetes de espetáculos circenses, desenhos Hanna-Barbera como: Space Gost, Os Herculóides, Brasinhas do Espaço, Sansão e Golias, Os Impossíveis, Frankenstein Jr, As Aventuras de Guliver, Moby Dick, Shazam, Banana Split, Os Tremendões, Josie e as Gatinhas, Os Monstros Camaradas, Os Globetroters, O Urso do Cabelo Duro e seriados infanto-juvenis como: Meu Marciano Favorito, Os Astronautas, Turma do Barulho, Mamãe Calhambeque, Fuzileiros das Arábias, Tio Ben e A Ilha de Gilligan